# Riekiella rossi
Riekiella rossi är en tvåvingeart som beskrevs av Kelsey 1969. Riekiella rossi ingår i släktet Riekiella och familjen fönsterflugor. Inga underarter finns listade i Catalogue of Life.